# دعای گنه‌کار
دعای گنه‌کار (به انگلیسی: Sinner's Pray) نخستین تک‌آهنگ آلبوم "اولون" اثر هنرمند امریکایی سالی ارنا می‌باشد. این ترانه در ۳ اوت، ۲۰۱۰ منتشر شد.